# Sense Bank
АТ «Сенс Банк» (до 1 грудня 2022 року — Альфа-Банк) — український банк, з 21 липня 2023 року належить державі.

## Історія

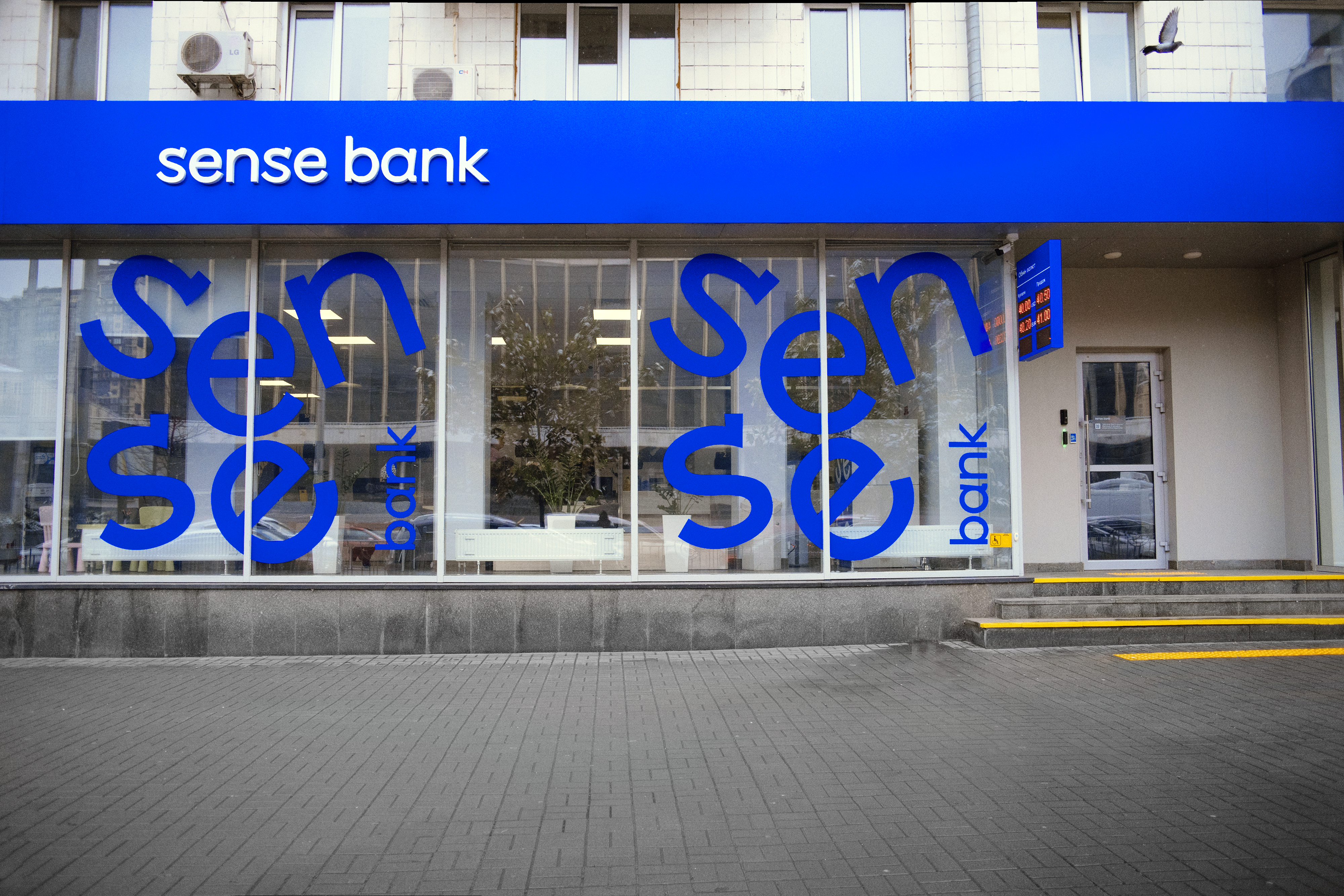
Відділення у Києві (2023)

Банк засновано 24 березня 1993 року, як ТОВ "Комерційний банк сприяння споживачам «Віто» з офісом у Києві. Наступні назви: «Київінвестбанк» (з 25.03.1996); АКБ «Київінвестбанк» (з 15.04.1998); ЗАТ «Альфа-Банк» (з 26.01.2001); ЗАТ «Альфа-банк» (з 02.10.2006); ПАТ «Альфа-банк» (з 21.07.2009); ПАТ «Альфа-банк» (з 15.02.2013); АТ «Альфа-банк» (з 06.07.2018).
У 2001 році банк став учасником системи SWIFT, а також асоційованим членом системи Visa. У тому ж році банк отримав членство у (ПФТС), є членом її Ради з серпня 2004 року.
26 грудня 2006 року «Альфа-Банк (Росія)» продала свою частку в «Альфа-Банк Україна» компанії «ABH Ukraine Limited». Станом на 1 січня 2021 року холдингові ABH Holdings S.A. належить 57,6 % акцій Банку, ABH Ukraine Limited володіє 42,4 % акцій банку. У той же час бенефіціарні акціонери «Альфа-Банку Україна» залишилися незмінними.
До 2006 року банк трансформувався в універсальний банк із високою присутністю в секторі корпоративних банківських послуг. Банк одночасно нарощує присутність у секторі роздрібних банківських послуг.
У 2009 році Закрите акціонерне товариство «Альфа-Банк» (ЗАТ «Альфа-Банк») було перейменоване на Публічне акціонерне товариство «Альфа-Банк» (ПАТ «Альфа-Банк»), а 2018 року — на приватне акціонерне товариство «Альфа-Банк».
З 2016 по жовтень 2019 року група ABHH проводила консолідацію активів в Україні («Альфа-Банк» і «Укрсоцбанк»), що призвело до створення найбільшого приватного банку країни.

17 березня 2020 року, «Альфа-Банк» через підвищення попиту на готівкову валюту і обмежене постачанням в Україну банкнот готівкової валюти, тимчасово, протягом дня, призупиняв у 45 відділеннях банку продаж готівкової валюти.

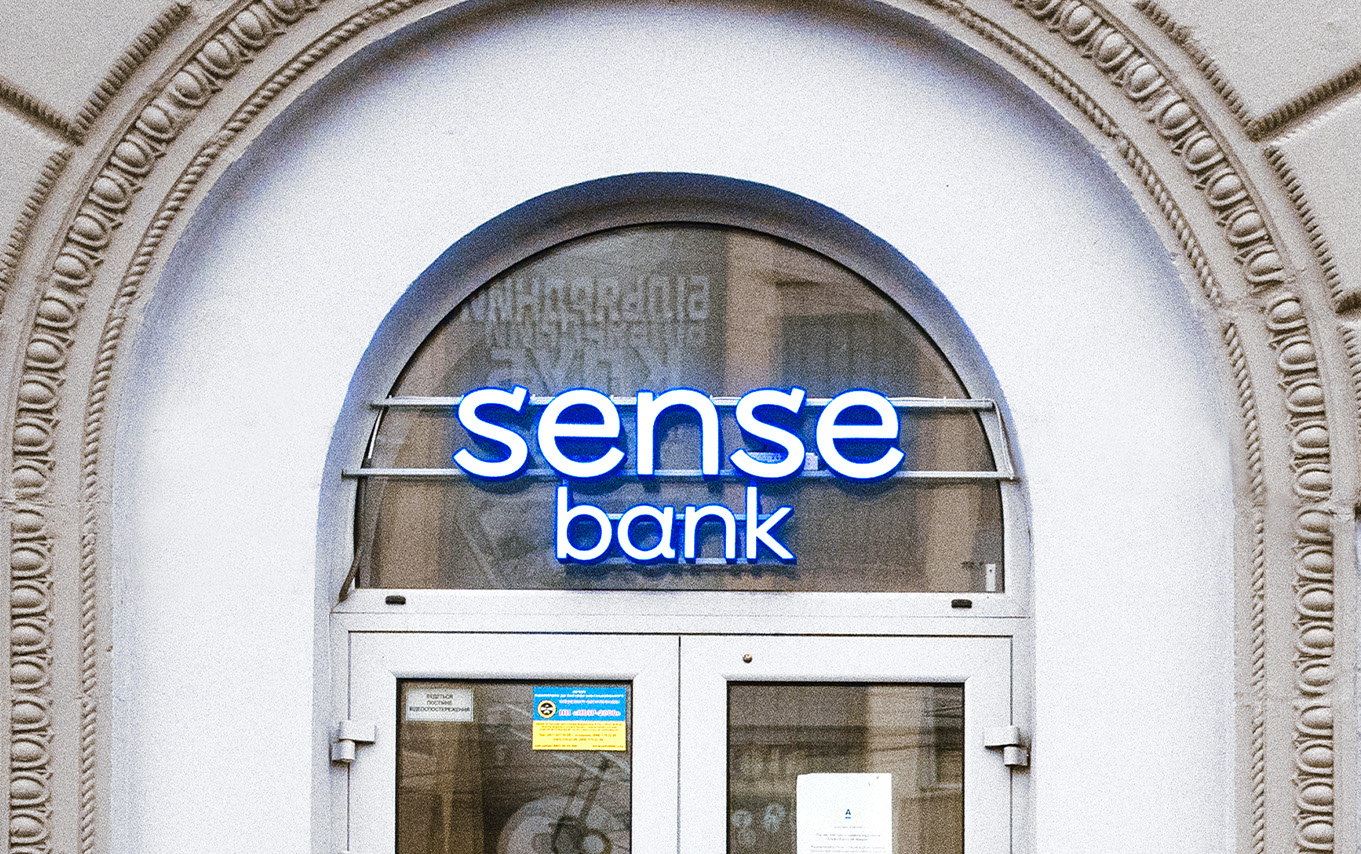
Вхід до одного з відділень

У березні 2021 року НБУ включив банк до списку системно важливих.
За обсягом активів був у десятці найбільших фінансових установ України, є учасником Фонду гарантування вкладів фізичних осіб.
11 липня 2022 року було оголошено про намір змінити назву банку на «Сенс Банк», 1 грудня процес перейменування було завершено.
1 грудня 2022 року «Альфа-Банк Україна» змінив назву на «Сенс Банк».
У грудні 2022 року, НБУ оштрафував банк на 50,1 млн грн за порушення закону щодо запобігання відмиванню грошей та фінансуванню тероризму.
У 2023 році банк взяв участь у ініціативі «Power Banking», 74 відділення було обладнано генераторами та резервними каналами зв'язку.
3 травня 2023 року холдинг ABH Holdings, що є власником «Сенс Банку», російських «Альфа-Банку» та «Альфа Страхування», заявив про вихід із російських активів. За даними представників холдингу, підсанкційні акціонери, не брали участі в його роботі.
За даними видання Bloomberg, Україна може націоналізувати банк найближчими часом, попередньо це відбудеться в середині липня 2023 року. Банк займає 11 місце в Україні за розміром активів. Його номінальним власником є компанія ABH Holding SA, яка базується в Люксембурзі.
20 липня 2023 року НБУ вивів з ринку «Сенс Банк» та звернувся до уряду з пропозицією про його націоналізацію. Згідно з постановою Кабміну, Міністерство фінансів придбало у Фонду гарантування вкладів фізичних осіб акції АТ «Сенс Банк» у повному обсязі за одну гривню.
5 січня 2024 року стало відомо, що компанія російського мільярдера Михайла Фрідмана ABH Holdings S.A., яка була власником банку, подала позов проти України з вимогою компенсувати $1 млрд за націоналізацію банку.
У лютому 2024 року стало відомо, що частина вкладників колишнього "Альфа-Банк Україна" почала підготовку позову до кіпрської компанії Фрідмана та партнерів ABH Ukraine через борги за облігаціями на ймовірну суму $50-100 млн.[значущість факту?]

## Активи
За даними НБУ, станом на 1 березня 2021 року активи банку становили 96,8 млрд грн. За даними банку станом на 1 січня 2021 року банк мав 210 відділень та 706 банкоматів. Станом на 18 липня 2022 року в банку обслуговувалось понад 3 млн фізичних, 55 тис. юридичних осіб, 82 тис. ФОПів та працювали майже 5 тис. співробітників.
Станом на 21 квітня 2022 року кінцевими власниками істотної участі в «Альфа-Банку», через холдингові компанії ABH Holdings S.A. (Люксембург), 57,6 % акцій і ABH Ukraine Limited (Кіпр) 42,4 % акцій, є: російсько-ізраїльський бізнесмен Михайло Фрідман — 32,86 %; громадянин Росії та Латвії Петро Авен — 12,4 %; російський бізнесмен Андрій Косогов — 40,96 %.
21 квітня 2022 року, НБУ погодив кандидатуру Сімеона Дянкова на позицію довіреної особи, якому було передано право голосу за акціями акціонерів.

## Структура власності
До 2023 року банк належав громадянам Росії. Станом на жовтень 2022 року, бенефіціарами банку були російські олігархи з громадянством Ізраїлю Андрій Косогов (40,96 %), Петро Авен (12,4 %) та Михайло Фрідман (32,86 %). До націоналізації в липні 2023 року банк був частиною російської холдингової компанії з офісом у Люксембурзі ABH Holdings.
Окрім того, НБУ визнав акціонерів «Альфа-Банку» в Україні Фрідмана та Авена такими, які втратили ділову репутацію, та позбавив їх права голосу в банку.
Власниками крупних пакетів акцій (>5 %) (станом на IV квартал 2021 року) були:
- ABH HOLDINGS SA, країна реєстрації: Люксембург, акція проста бездокументарна іменна, номінальна вартість: 0,10, кількість: 165464910824, від загальної кількості (%): 57,60
- ABH Ukraine Limited, країна реєстрації: Кіпр, акція проста бездокументарна іменна, номінальна вартість: 0,10, кількість: 121797564660, від загальної кількості (%): 42,39.

Російські олігархи Михайло Фрідман та Петро Авен на початку 2023 року намагалися продати свої частки в «Сенс банку», намагаючись обійти санкції, але в НБУ спростували таку можливість.
З 21 липня 2023 року власником «Сенс Банк» є держава Україна.
Відомості про власників істотної участі в банку (станом на липень 2023 року)
| Власник акцій             | Відсоток акцій |
| ------------------------- | -------------- |
| Кабінет Міністрів України | 100 %          |

## Керівництво
Станом на 24 липня 2023

### Наглядова рада[38]
- Аджунер Шевкі — голова наглядової ради
- Андрій Пронченко — член наглядової ради (незалежний)
- Ростислав Дюк — член наглядової ради (незалежний)
- Андрій Свистун — член наглядової ради, представник держави
- Владислав Власюк — член наглядової ради, представник держави

### Правління
- Олексій Ступак — Голова правління (з 19.02.2024 року)
- Олексій Шклярук — член правління, головний ризик-менеджер
- Інна Тютюн — член правління
- Андрій Соколов — член правління[39]

## Відзнаки
- 2021 рік — найкращий банк в Україні за версією видання Global Finance[40][41].
- 2021 рік — № 3 серед «50 провідних банків України» за версією «Фінансового клубу»[42].
- 2021 рік — «Найкращий цифровий споживчий банк в Україні» («The Best Consumer Digital Bank in Ukraine») за версією Global Finance в рамках премії The World's Best Consumer Digital Banks Awards in Central & Eastern Europe[43].
- 2022 рік — «Найкращий SME-банк в Україні», SME Bank Awards[44] та другий рік поспіль віддав перемогу Best Private Bank Award приватному банкінгу A-Club[45].

## Рейтинги та досягнення (2013—2022)
- Іван Світек, генеральний менеджер ради банківської групи Альфа-Банку, увійшов у топ-3 найбільш ефективних топ-менеджерів у банківській сфері. Рейтинг журналу «Фокус», 2019 рік.
- «Альфа-Банк Україна» відзначено за відкритість та відповідальність від Федерації професійних бухгалтерів та аудиторів України.
- «Альфа-Банк Україна» отримав нагороди FinAwards 2019 за кращі карти, рекламу і інтернет-банк.
- «Альфа-Банк Україна» увійшов до топ-50 компаній з найвизначнішими інноваціями за версією журналу «Бізнес», 2019 рік.
- A-Club «Альфа-Банку Україна» — кращий приватний банкінг за даними журналу Euromoney у 2018 році.
- Альфа-Банк Україна став переможцем рейтингу «Банки 2018 року», отримавши перше місце у номінації «Найбільш роздрібний банк» від видання «Фінансовий клуб».
- Журнал «Фокус» назвав Альфа-Банк Україна кращим роботодавцем року.
- «Альфа-Банк Україна» і «Укрсоцбанк» — серед найбільш надійних банків країни за оцінкою видання «Новое время» та інвестиційної компанії «Dragon Capital».
- «Альфа-Банк Україна» визнаний найбільш надійним банком України за результатами міжнародного рейтингу, який щорічно проводить впливовий нью-йоркський журнал «Global Finance». «Альфа-Банк» — лідер рейтингу «Репутаційні активісти» серед банків за версією журналу «Бізнес».
- «Альфа-Банк Україна» — переможець у номінації «Драйвер споживання» за версією журналу «Бізнес».
- «Альфа-Банк Україна» визнаний «Найбільш роздрібним банком» за версією FinClub в рейтингу «Банки 2017 року».
- A-Club «Альфа-Банку Україна» визнаний кращим серед українських банків в рейтингу Euromoney у 2016 році. Зокрема, A-Club відзначений в номінаціях «Private Banking Services Overall» і «Best Bank For Super affluent clients».
- Міжнародний журнал про фінанси «Global Finance» визнав «Альфа-Банк Україна» найкращим банком України у 2015 році.
- «Альфа-Банк Україна» — найкращий банк 2015 року за версією сайту «Мінфін».
- A-Club «Альфа-Банка Україна» — лідер серед українських банків у міжнародному рейтингу «Private Banking Services Overall» за версією журналу «Euromoney» у 2015 році.
- «Альфа-Банк Україна» в ТОП-5 рейтингу «Forbes» за депозитними вкладами українців, 2015 рік.
- ТОП-3 рейтингу надійності депозитів від рейтингового агентства «Стандарт-Рейтинг».
- ТОП-2 найбільш інноваційних банків в рейтингу Delo.ua 2015.
- № 7 в рейтингу «50 провідних банків України» — 2015 за дослідженнями «Фінансового клубу».
- «Fitch Ratings» у 2015 році підтвердило рейтинг Альфа-Банку Україна за національною шкалою на інвестиційному рівні «AA+(ukr)» зі стабільним прогнозом.
- № 1 у трьох номінаціях рейтингу «50 провідних банків України 2014» за версією видання «Коммерсантъ-Украина». Зокрема, найкращим у сегменті індивідуального банківського обслуговування в Україні став private banking від Альфа-Банку — А-КЛУБ.
- ТОП-3 рейтингу «50 провідних банків України 2013» видання «Коммерсантъ-Україна».
- № 1 у номінації «Класичний депозит» рейтингу «50 провідних банків України 2013» видання «Коммерсантъ-Україна».
- № 1 у номінації «Private Banking» рейтингу «50 провідних банків України 2013» видання «Коммерсантъ-Украина».
- ТОП-3 рейтингу «20 найбільш ефективних банків України» ділового видання «Forbes Украина», березень 2013 року.
- ТОП-3 рейтингу надійності банківських депозитів за дослідженнями агентства «Стандарт-Рейтинг», 2013 рік.
- «Найкращий роздрібний банк України» за версією щорічного рейтингу UKRAINIAN BANKER AWARDS 2013 видання «ИнвестГазета».
- 2022 — «Банк року в Україні» за версією журналу The Banker[46].
- 2022 — міжнародна нагорода від The Banker за інновації у цифровому банкінгу[47].
- 2022 — найкращий український цифровий банк від Ukrainian Fintech Awards[48].

## Соціальні ініціативи
2011—2017 — партнер джазового фестивалю у Львові — «Alfa Jazz Fest». 2018 року назву змінено на «Leopolis Jazz Fest».
Банк виступав партнером 9-ї Ялтинської щорічної зустрічі «YES» на тему: «Україна та світ: долаючи завтрашні виклики разом» та 10-ї Ялтинської зустрічі «Україна і світ в епоху змін: чинники успіху».
Після повномасштабного російського вторгнення в Україну банк заявив про виділення 115 млн грн на потреби Збройних Сил України та Територіальну оборону.